# MK14
MK14, Microcomputer Kit 14, byla stavebnice počítače prodávaná firmou Science of Cambridge ve Velké Británii od roku 1977.
Na desce by osazen procesor National Semiconductor SC/MP (INS8060), RAM+I/O INS8154 - 128 bytů RAM + 2x8bit I/O port, 2x PROM 74S571, dál bylo možné osadit až 512 bytů další RAM - 4x intel 2111.
Monitor, umožňující editaci paměti a spouštění programů, byl umístěn ve dvou obvodech PROM 74S571. Komunikaci s uživatelem zajišťoval devítimístný LED display a hexadecimalní klávesnice s dvaceti tlačítky. Na desce byl expanzní konektor, umožňující připojení rozšiřujících modulů. Science of Cambridge dodával interface pro připojení kazetového magnetofonu, Video display unit - umožňující výstup na televizor a programátor obvodů 74571.